# Фолксваген бора
Фолксваген бора је била линија компактних лимузина и каравана заснованих на платформи четврте генерације Фолксваген голфа, а производила се од 1998. до 2005. године.
Аутомобил се под називом бора продавао само на европским тржиштима док се у Сјеверној Америци и Јужној Африци продавао као четврта генерација џете.